# Contrato social (direito)
Contrato social, no direito, é o contrato que os sócios assinam ou assumem, mediante a formação de uma nova sociedade em uma empresa. No caso de uma sociedade já existente, a Pessoa Física ou Pessoa Jurídica interessada em participar, pode assinar um contrato para filiar-se a ela.
Trata-se de uma maneira segura de conseguir uma boa colaboração dos acionistas e de definir a porcentagem de cada sócio. O contrato social assegura aos sócios que o capital da empresa não será utilizado sem permissão da maioria da sociedade.
O contrato social, também no âmbito contábil, é uma forma direta de se acompanhar e fiscalizar, o capital investido pelos sócios, que na estrutura de um balanço patrimonial se distingue como capital subscrito e capital a integralizar.